# Bobolice (Ząbkowice Śląskie)

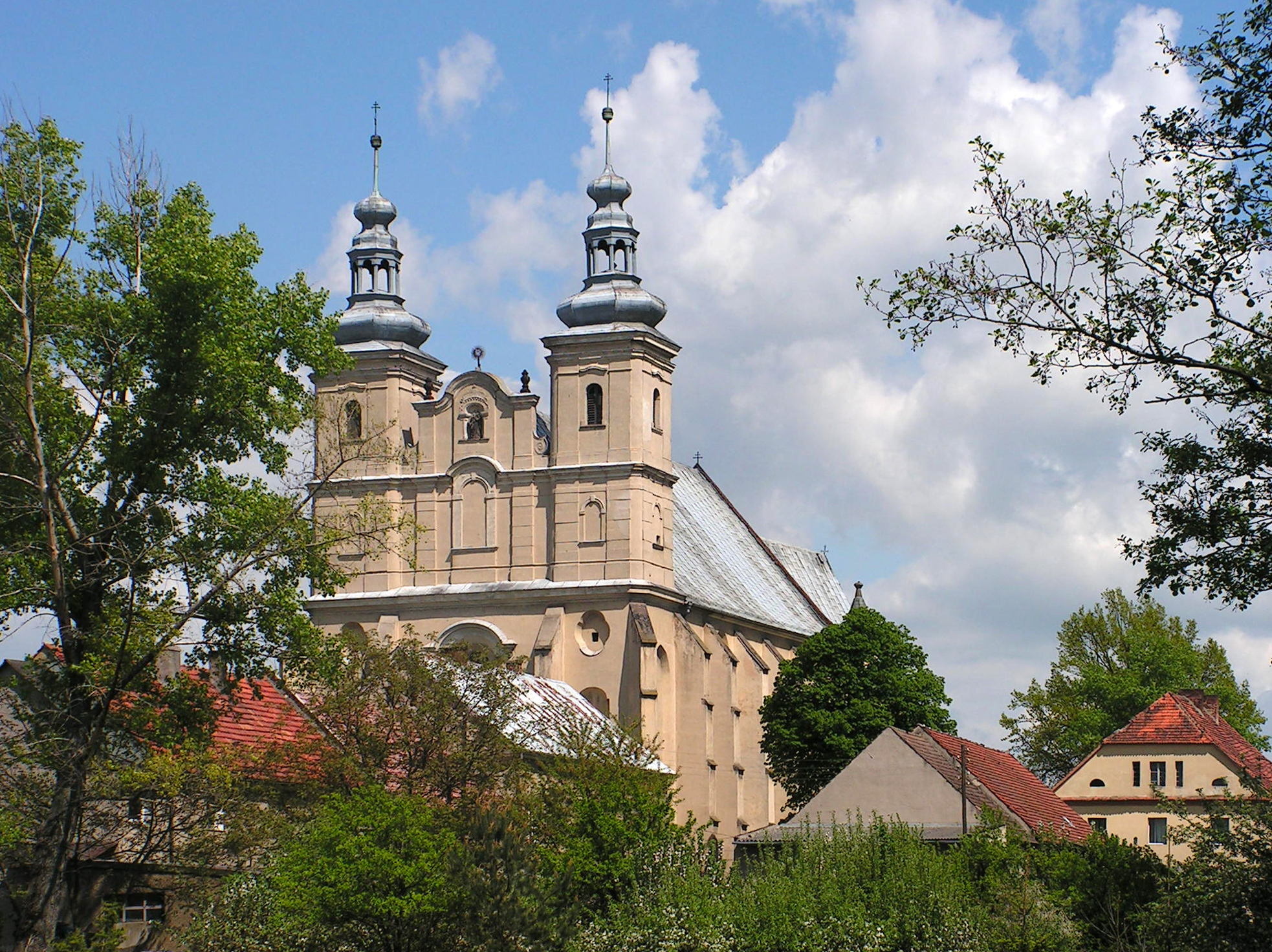
Wallfahrtskirche Mariä Schmerzen

Bobolice (deutsch Schräbsdorf) ist ein Ort in  der Stadt- und Landgemeinde Ząbkowice Śląskie (Frankenstein) im Powiat Ząbkowicki (Kreis Frankenstein) der Woiwodschaft Niederschlesien in Polen.

## Geographische Lage
Bobolice liegt vier Kilometer nordöstlich von Ząbkowice Śląskie. Nachbarorte sind Rakowice (Rocksdorf), Baldwinowice (Belmsdorf) und Kałuża (Klein Belmsdorf) im Nordosten, Sieroszów (Seitendorf) im Osten, Stolec (Stolz) im Südosten, Jaworek (Heinersdorf) im Süden, Zwrócona (Protzan) im Westen und Sulisławice (Zülzendorf) im Nordwesten. Jenseits der westlich verlaufenden E 67 erhebt sich der 361 m hohe Buczek (Buchberg).

## Geschichte
Bobolice wurde erstmals im 1. Band des Heinrichauer Gründungsbuchs erwähnt, das 1268–76 vom dortigen deutschen Mönch Peter verfasst wurde. Danach bestätigte Herzog Heinrich II. von Schlesien bereits 1239 „Boboliz“ dem Zisterzienserkloster Heinrichau, das 1222 mit Zustimmung seines gleichnamigen Vaters Heinrich I. gegründet worden war. Während des Mongolensturms 1241 wurden sowohl das Kloster als auch Boboliz, das auch als „Schrepirsdorf“ bezeichnet wurde, vernichtet.
Ab 1278 gehörte Schräbsdorf zum Herzogtum Schweidnitz und ab 1331 zum neu gegründeten Herzogtum Münsterberg. Mit diesem zusammen gelangte es 1336 unter böhmische Lehenshoheit, die Herzog Bolko II. im selben Jahr im Vertrag von Straubing anerkannte. Am 6. August 1345 übergab Herzog Nikolaus das Vorwerk „Schrempsdorff“ den Brüdern Hermann, Johann, Kunze und Nikolaus von Reichenbach, die es drei Jahre später an Heinrich von Wüstehube verkauften. 1387 war das Gut im Besitz der Sigismund und Hans von Pogarell, von dem es 1393 Hans von Domanz erwarb. 1494 gehörte es den Brüdern Heinz, Dirsco und Hans von Domanz, der in diesem Jahr das Amt des Frankensteiner Burghauptmanns ausübte. Dessen Söhne erlangten von den Herzögen Albrecht I., Georg I. und Karl I. 1502 die Genehmigung zum Bau eines Kretschams sowie eines Gutshofs in Schräbsdorf. Ab 1548 gehörte Schräbsdorf den Brüdern Karl († 1555) und Georg von Domanz († 1560), die nach ihrem Tod in der Pfarrkirche von Protzan beigesetzt wurden. Der letzte Besitzer aus diesem Geschlecht war Joachim, dem auch Bärdorf (Niedźwiedź) gehörte und der ebenfalls das Amt des Frankensteiner Burghauptmanns ausübte. Nach seinem 1590 in Breslau erfolgten Tod wurde er in der Frankensteiner Pfarrkirche beigesetzt. Anschließend gelangte Schräbsdorf an Wolfram von Rothkirch, und 1615 gehörte es dem Hans von Mettich, der seit 1606 Frankensteiner Burghauptmann war und dieses Amt bis 1617 ausübte. Nach seinem Tod 1621 blieb Schräbsdorf zunächst bei dessen Nachkommen. 1651 erwarb es Franz Albrecht von Kappa, der mit Anna Karolina von Žerotín verheiratet war. Ab 1690 gehörte es dem Philipp Franz von Gallas, dem 1716 Maria Cäcilia von Götz, geborene von Liechtenstein folgte. 1721 besaß es der Brieger Hauptmann Ludwig Xaver Hoffmann, 1723 Baron Franz Siegmund von Vogt-Westerbach, dem sein Sohn Johann Franz folgte. Dessen Tochter Antonia Theresia heiratete 1779 Johann Joseph von Saurma auf Gnichwitz.
Nach dem Ersten Schlesischen Krieg fiel Schräbsdorf 1742 wie fast ganz Schlesien an Preußen. Nach der Neugliederung Preußens gehörte es seit 1815 zur Provinz Schlesien und war ab 1818 dem Landkreis Frankenstein eingegliedert, mit dem es bis 1945 verbunden blieb. Ab 1859 war Schräbsdorf im Besitz der Familie von Strachwitz, die nach dem Ende des Zweiten Weltkriegs enteignet wurde. Ihre Besitzungen bildeten ein Majorat, zu dem neben Schräbsdorf auch Kaubitz (Kubice), Klein Belmsdorf (Kałuża), Schodelwitz (Siodłowice), Gläsendorf (Szklary) und Rocksdorf (Rakowice) gehörten. Die genannten Landgemeinden bildeten seit 1874 den politischen Amtsbezirk Schräbsdorf. 1939 bestand Schräbsdorf aus 480 Einwohnern. 1940 wurde die Landgemeinde Kaubitz mit Schräbsdorf vereint.
Als Folge des Zweiten Weltkriegs wurde Schräbsdorf im Mai 1945 wie fast ganz Schlesien von der sowjetischen Besatzungsmacht unter polnische Verwaltung gestellt. Schräbsdorf erhielt zunächst die polnische Ortsbezeichnung Skrybachów, wurde jedoch kurze Zeit noch einmal in Bobolice umbenannt. Die deutsche Bevölkerung wurde von der örtlichen polnischen Verwaltungsbehörde aus dem Ort vertrieben. Die neu angesiedelten polnischen Bewohner kamen zum Teil aus den im Rahmen der „Westverschiebung Polens“ an die Sowjetunion gefallenen Gebieten östlich der Curzon-Linie.
Von 1975 bis 1998 gehörte Bobolice zur Woiwodschaft Wałbrzych (Waldenburg).

## Kubice / Kaubitz
Kubice liegt rund zwei Kilometer nordöstlich von Bobolice. Es wurde erstmals 1242 als „Cawbitz“ erwähnt, als es der Breslauer Herzog Boleslaw II. zusammen mit Zinkwitz (Cienkowice) dem Ritter Albert von Tepliwoda verkaufte. 1335 verkaufte Herzog Bolko II. Kaubitz dem Konrad von Reibnitz, bei dessen Nachkommen es bis 1598 verblieb. In diesem Jahr erwarb es der Münsterberger Landschreiber Valentin Frank von Gießbach, der es 1602 dem Christoph von Nimptsch verkaufte. 1666 besaß es Eckard von Eckartshausen, dem auch Seitendorf (Sieroszów) und Belmsdorf (Baldwinowice) gehörten. 1689 gehörte es den minderjährigen Kindern des Barons von Kappaun, und 1696 erwarb es Ernst Gottfried von Seidlitz auf Paschwitz (Strzeganowice). Nachdem 1724 Siegmund von Vogt-Westerbach auf Schräbsdorf Kaubitz erworben hatte, blieb es bis 1945 im Besitz der Schräbsdorfer Gutsherren. Für das Jahr 1785 sind in Kaubitz eine Schule, ein Vorwerk, 23 Gärtner, fünf Häusler und eine Schmiede nachgewiesen. 1830 wohnten in Kaubitz 241 Menschen in 42 Häusern. 1940 wurde die Landgemeinde Kaubitz, die zum Amtsbezirk Schräbsdorf gehörte, mit der Landgemeinde Schräbstdorf verbunden.
Da im Mittelalter für Kaubitz auch die Ortsbezeichnung „Wonnewitz“ verwendet wurde, erfolgte 1945 nach dem Übergang an Polen zunächst eine Umbenennung in Woniewicz und kurze Zeit später in Kubice.

## Kałuża / Klein Belmsdorf
Klein Belmsdorf wurde erstmals 1347 als „Baldwinsdorf secundum“ erwähnt, als es von Konrad von Reibnitz erworben wurde. Bei dessen Nachkommen verblieb es bis 1583, als Barbara von Pannwitz, verwitwete von Reibnitz, es dem Georg von Rothkirch verkaufte. 1599 erwarb es Valentin von Gießbach, dem 1610 Valentin Franck Gießbach folgte. 1650 war es im Besitz des Christoph von Nimptsch, 1655 des Eckart von Eckartshausen auf Kaubitz. 1940 erfolgte die Eingemeindung von Klein Belmsdorf, das in früheren Zeiten auch als „Kalesche“ bezeichnet wurde, nach Schräbsdorf. Nach dem Übergang an Polen wurde es 1945 in Kałuża bzw. Kolonia Bobolice umbenannt.

## Sehenswürdigkeiten

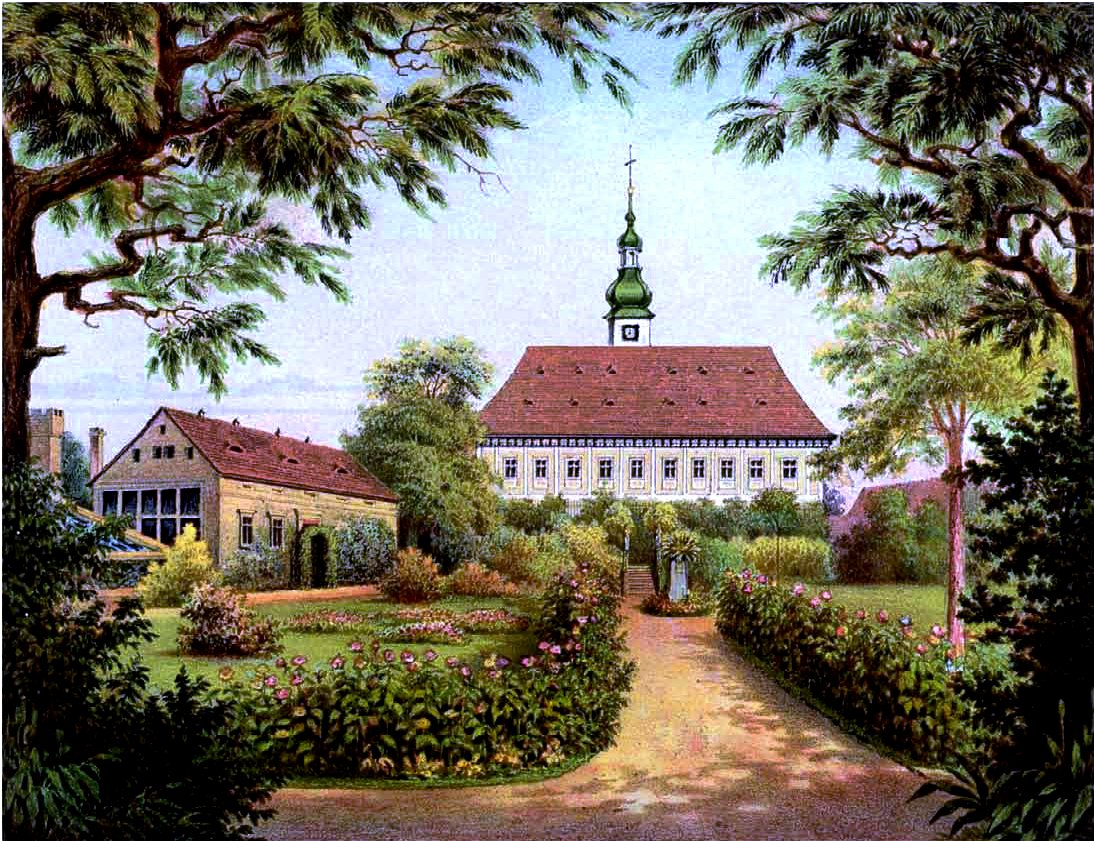
Schloss Schräbsdorf um 1860, Sammlung Alexander Duncker

- Wallfahrtskirche: → Hauptartikel: Mariä Schmerzen (Kaubitz)
- Das Schloss Schräbsdorf wurde um 1615 an der Stelle eines Vorgängerbaus für den Frankensteiner Burghauptmann Hans von Mettich errichtet und 1696/97 barock umgebaut. Es wurde nach dem Zweiten Weltkrieg geplündert und dem Verfall preisgegeben.